# Sphären (Sloterdijk)

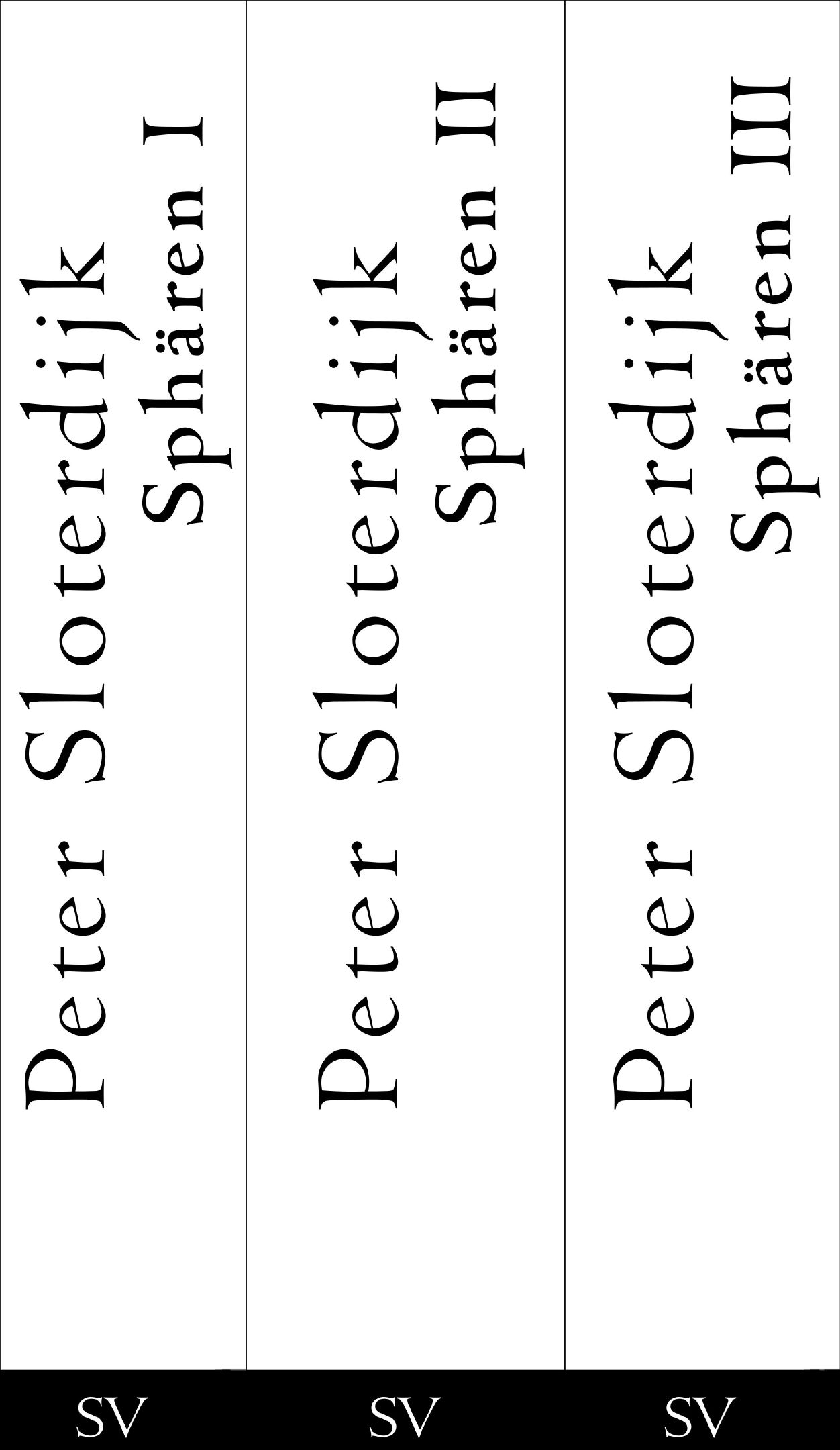

Sphären ist der Titel einer zwischen 1998 und 2004 erschienenen Trilogie des Philosophen und Autors Peter Sloterdijk. Er erzählt in dem monumentalen Werk (2565 Seiten) die Geschichte der Menschheit auf eine neue Weise. Er versucht die Frage zu beantworten, wo und wie die Menschen (zusammen)leben. Sloterdijk verwendet dabei den Begriff der Sphären – was wörtlich „Kugeln“ bedeutet. Das Bild der Kugeln – in Form der Blase, des Globus und schließlich des Schaums – zieht sich als roter Faden durch die Trilogie.

## Sphären I – Blasen, Mikrosphärologie
Der erste Band handelt von den sogenannten Blasen, die laut Sloterdijk die Basismoleküle einer starken Beziehung sind. Diese Blasen oder Mikrosphären bezieht er auf den Einzelnen, der von seinem Fötus-Stadium – hier die Plazenta als „fluidale Kommunion“ des Fötus mit dem Mutterkuchen – bis in die Kindheit nie allein ist, sondern stets in diesen Blasen lebt und auf Andere bezogen ist. Im Mittelpunkt steht die These, dass das Paar wichtiger ist als das Individuum.
Der erste Band beginnt mit der Beschreibung von Seifenblasen und zeigt im weiteren, dass die soziale Existenz, das Ausbilden von Sphären und letztlich das Denken nur Variationen für ein und dasselbe sei. Eine Sphäre wird zum innenhaften, erschlossenen, geteilten Umrundeten, das gepaarte Menschen in ihrer Menschwerdung bewohnen. In Sphären zu leben heißt die Dimension zu erzeugen, in der Menschen enthalten sein können.

## Sphären II – Globen, Makrosphärologie
Der zweite Band widmet sich nicht mehr dem Individuum, sondern der Politik. Er interpretiert den Begriff des Globus und der Globalisierung. Zuerst bezieht er sich auf das griechische Weltbild, in dem die Welt durch die Gestalt der Kugel repräsentiert wird. Er untersucht die Vorstellungen in den vormodernen Imperien und danach die ideellen Veränderungen, die durch die Entdeckung Amerikas und die ersten Weltumsegelungen auftreten. Als dritte Stufe der Globalisierung interpretiert er die heutige Virtualität aller Verhältnisse, die zu einer Raumkrise führe.

## Sphären III – Schäume, Plurale Sphärologie
Im dritten Band untersucht Sloterdijk, wie unsere moderne Gesellschaft funktioniert. Er erzeugt die Metapher des „Schaums“ als multifokalem Gesellschaftsmodell. Mit diesem Bild versucht er, das Paradoxon der „Individualgesellschaft“ zu erfassen und zu beschreiben.